# NGC 288
NGC 288 é um aglomerado globular na direção da constelação de Sculptor. O objeto foi descoberto pelo astrônomo William Herschel em 1785, usando um telescópio refletor com abertura de 18,6 polegadas. Devido a sua moderada magnitude aparente (+8,1), é visível apenas com telescópios amadores ou com equipamentos superiores.